# (4968) Suzamur
(4968) Suzamur est un astéroïde de la ceinture principale.

## Description
(4968) Suzamur est un astéroïde de la ceinture principale. Il fut découvert le 1er août 1986 à l'observatoire Palomar par Eleanor Francis Helin. Il présente une orbite caractérisée par un demi-grand axe de 2,52 UA, une excentricité de 0,11 et une inclinaison de 5,4° par rapport à l'écliptique.

## Compléments